# Litoria bicolor
Litoria bicolor és una espècie de granota que es troba al nord d'Austràlia.